# Civita Castellana
Civita Castellana je mesto in občina v provinci Viterbo in leži 65 km severno od Rima v Italiji.
Monte Soracte leži okoli 10 km jugovzhodno.

## Zgodovina
Civita Castellana je bila naseljena v času starejše železne dobe. Tukaj je živelo italsko ljudstvo Faliskov, ki je naselje imenovalo Falerii. Po porazu Faliskov proti Rimljanom je približno 5 km stran nastalo novo mesto z imenom Falerii Novi. 
Opuščeno mesto je bilo ponovno naseljeno v začetku zgodnjega srednjega veka, z novim imenom Civita Castellana ("grajsko mesto") in se prvič omenja leta 994. V naslednjih stoletjih je bilo mesto cvetoča samostojna občina, pogosto v sporu s papežem in Svetim rimskim cesarstvom. Papež Pashal II.  ga je zasedel na začetku 12. stoletja. Papež Gregor XIV. je mesto danl kot fevd družini Savelli. 
Sikst IV. je dodelil mesto kardinalu Rodrigo Borgia, bodočemu papežu Aleksandru VI., ki je začel z gradnjo Rocca ("grad"), ki je bila končana v času Julija II.. 
Civita Castellana je postalo pomembno cestno središče s povezavo na cesto Via Flaminia (1606) in gradnjo Ponte Clementino po francoski zmagi proti neapeljski vojski leta 1709. 

## Geografija
Civita Castellana leži 56 km severno od Rima in 36 km jugovzhodno od Viterba. Občinsko območje se razteza od Tibere po vulkanskih gričih ob vznožju Monti Cimini. Staro mestno jedro se nahaja na skalnem platoju, ki leži nad globokimi dolinami Rio Maggiore in Rio Filetto, tik preden se izlijejo v reko Treja.
Občina je sestavljena iz vasi okrožjih Catalano, Paolelli, Sassacci in Borghetto. 
V bližini mesta so: Castel Sant'Elia, Collevecchio (RI), Corchiano, Fabrica di Roma, Faleria, Gallese, Magliano Sabina (RI), Ponzano Romano (RM), Sant’Oreste (RM).

## Znamenitosti
Katedrala Santa Maria di Pozzano (Santa Maria Maggiore) ima fin portik, ki ga je leta 1210 izdelal Laurentius Romanus, njegov sin in njegov vnuk Jacobus Kozme, v kosmatskem slogu, s starodavnimi stebri in dekoracijami iz mozaika. Notranjost je bila posodobljena v 18. stoletju, vendar ima nekaj fragmentov kosmatskega okrasja. Glavni oltar je izdelan iz Paleo-krščanskega sarkofaga iz 3. ali 4. stoletja. Starodavna kripta in stara zakristija sta tudi primer osrednje italijanske srednjeveške umetnosti. 
Cerkev Santa Chiara ima renesančni portal iz leta 1529, medtem ko je cerkev Carmine omembe vredna zaradi majhnega zvonika iz 12. stoletja z antičnimi rimskimi elementi. 
Rocca (citadela) je bil zgrajen v času Aleksandra VI. po načrtu Antonia da Sangalla starejšega, preko že obstoječih utrdb, razširila sta ga Julij II. in Leon X.. 
Ponte Clementino, most, po katerem je mesto postalo dostopnejše, datira v 18. stoletje. 
Mesto vsebuje tudi ruševine gradu Paterno, kjer je 23. januarja 1002 cesar Oton III. umrl v starosti 22 let. 
Narodni muzej Faliscan hrani najdbe iz antične Falerii in okoliških območjih.

## Promet
Civita Castellana se nahaja 11 km od izhoda Magliano Sabino na avtocesti A1 Autostrada del Sole. Strada Statale 3 ali Via Flaminia vodi vzhodno od centra skozi okrožji Sassacci in Borghetto. 
Železniško postajo ima v zaselku Borghetto na železniški progi Firence-Rim. Na železniški progi Roma Flaminio-Viterbo so postaje Catalano, Civita Castellana in Pian Paradiso.